# Коняхин, Николай Михайлович
Николай Михайлович Коняхин (1914, Заплавное, Астраханская губерния — май 1977, Московская область) — советский деятель органов государственной безопасности, подполковник.

## Биография
Родился в русской семье крестьянина. Ученик слесаря школы ФЗУ (фабрично-заводского ученичества) в Сталинграде января 1930 до сентября 1932, затем в течение года слесарь-лекальщик Сталинградского тракторного завода. В сентябре 1933 поступил и в июне 1938 окончил Сталинградский механический институт. Старший конструктор завода «Красный Профинтерн» в Орджоникидзеграде с июля 1938 до августа 1941. Ведущий проектант с сентября 1941 по декабрь 1943, заместитель начальника сталелитейного цеха до января 1945 на заводе «Красный Профинтерн» в Красноярске. Затем перешёл на партийную работу, член ВКП(б) с апреля 1944. С января 1945 в течение трёх лет был инструктором, заместителем заведующего промышленным отделом, заместителем секретаря Красноярского городского комитета ВКП(б) по промышленности. С января 1948 по сентябрь 1950 являлся слушателем Высшей школы МГБ СССР, затем до марта 1951 учился на специальных курсах в Военно-юридической академии. С марта по сентябрь 1951 инструктор административного отдела ЦК ВКП(б). С 10 сентября 1951 до 15 марта 1953 был заместителем начальника следственной части по особо важным делам МГБ СССР. В 1952 вместе с Н. В. Месяцевым помогал М. Д. Рюмину в деле ЕАК. Участвовал в следствии по делу о сионистском заговоре в МГБ.
После смерти Сталина в течение почти девяти месяцев находился в распоряжении отдела кадров МВД СССР, после чего 10 декабря 1953 до августа 1955 работал начальником контрразведывательного отдела МВД-КГБ Чувашской АССР. С сентября 1955 по ноябрь 1958 — заместитель директора предприятия п/я № 648. С ноября 1958 — начальник отдела, управления исполнительного комитета Красного Креста. С августа 1960 — заместитель директора НИИ-801. С 1967 — заместитель директора Института прикладной физики в Москве.

### Звания
- майор;
- подполковник.

### Награды
- орден Знак Почёта, 26 апреля 1971.
- медали.